# 알바니아의 인권
알바니아의 인권에 관한 문제는 가정 폭력, 드문 사례의 고문, 그리고 경찰의 만행과 수감자들의 일반적 조건, 인신매매와 성매매, 그리고 성적 소수자들의 권리 문제를 포함하고 있다.

## 인신매매
공산주의가 끝이 나면서 인신매매가 증가되었고, 대부분이 매춘을 강요받은 여성들이었다. 알바니아 정부는 인신매매와의 전쟁을 선포할 의사를 보였으나, 인신매매를 근절하기 위한 최소한의 기준에 동의하지 않았고, 효과적인 증인보호 프로그램을 개발하는데 실패하여 비판을 받아 왔다.